# Siddhartha Mukherjee
Siddhartha Mukherjee (ur. 21 lipca 1970 w Nowym Delhi) – amerykański naukowiec (onkolog, hematolog) i pisarz indyjskiego pochodzenia. Absolwent Uniwersytetu Stanforda, Uniwersytetu Oksfordzkiego oraz wydziału medycznego Uniwersytetu Harwarda. Pracuje na Uniwersytecie Columbia w Nowym Jorku oraz Centrum Medycznym Uniwersytetu Columbia.
Mukherjee pochodzi z bengalskiej rodziny, która w 1946 roku (krótko przed podziałem Indii Brytyjskich) osiedliła się w Kalkucie. Żonaty z artystką Sarą Sze; para ma dwie córki.
W 2011 roku otrzymał Nagrodę Pulitzera za książkę Cesarz wszech chorób. Biografia raka.

## Publikacje
- Cesarz wszech chorób. Biografia raka (w Polsce wydana w 2011)
- Gen. Ukryta historia (wydanie polskie: 2017, Wydawnictwo Czarne, Wołowiec, tłumaczenie Jan Dzierzgowski, 599 str, ISBN 978-83-8049-493-0
- Pieśń komórek (wydanie polskie: 2024, Wydawnictwo Czarne, Wołowiec, tłumaczenie Jan Dzierzgowski,  528 str, ISBN 978-83-8191-994-4